# Justo Beramendi
Justo Beramendi González (Madrid, 16 de julio de 1941-Santiago de Compostela, 3 de julio de 2024) fue un historiador español.

## Biografía
Realizó estudios de Ingeniería Industrial en Madrid (1959-1967), de traducción en Barcelona (1969-1974) y de doctorado en Historia en Santiago de Compostela (1987). Fue catedrático de Historia Contemporánea de la USC (Universidad de Santiago de Compostela), de la que fue vicerrector (1990-1994). Fue cofundador del Museo do Pobo Galego y fue presidente de su Junta Rectora. Fue miembro fundador de la Fundación Castelao y director de la sección de pensamiento político de la Fundación Vicente Risco. Participó en la creación de las revistas Negaciones (Madrid, 1977), A Trabe de Ouro (Santiago, 1990) y Tempos Novos (Santiago, 1997). Se jubiló en el año 2012.
Especializado en la historia de las ideologías y de los nacionalismos fue editor de las obras de Losada Diéguez, Ramón Villar Ponte, Peña Novo, Castelao y Vicente Risco. Organizó y coeditó las actas de los congresos Nacionalismos y regionalismos en la España de la Restauración (1983), Castelao (1986), Los nacionalismos en la España de la Segunda República (1988), Nationalisms in Europe. Past and Present (1993) y Memoria e Identidade (2004).

## Ensayo
- Miseria de la Economía, 1974 (con E. Fioravanti).
- Vicente Risco no nacionalismo galego, 1981.
- O nacionalismo galego, 1995 (con X. M. Núñez Seixas).
- Manuel Murguía, 1998.
- Alfredo Brañas no rexionalismo galego, 1998.
- La historia política: algunos conceptos básicos, 1999.
- La España de los nacionalismos y las autonomías, 2001 (con J. L. Granja y P. Anguera).
- A Autonomía de Galicia, 2005.
- De provincia a nación: Historia do galeguismo político, 2007.
- A Galicia autónoma. Os primeiros pasos cara a autonomía, 2008.

## Obras colectivas
- Actas do Congreso Castelao, 1989, Universidade de Santiago de Compostela. Editor, con Ramón Villares.
- Galicia e a Historiografía, 1993, Tórculo.
- O nacionalismo galego, 1995, A Nosa Terra. Con Xosé Manuel Núñez Seixas.
- Nationalism in Europe. Past and present, 1995, Universidade de Santiago de Compostela.
- Memoria e identidades, 2004, Universidade de Santiago de Compostela.
- Marcos Valcárcel. O valor da xenerosidade, 2009, Difusora.
- O nacionalismo galego nos seus programas políticos. O século XX, 2009, Fundación Galiza Sempre.
- 15-M: O pobo indignado, 2011, Laiovento.
- Á beira de Beiras. Homenaxe nacional, 2011, Galaxia.
- A ollada exterior do nacionalismo galego, 2011, Fundación Galiza Sempre.
- Perspectivas sobre Bóveda: Ensaios e poemas polo seu 75º cabodano, 2011, A. C. Alexandre Bóveda.
- Tempos chegados? Sobre o futuro político de Galiza, 2015, Galaxia.
- As Irmandades da Fala (1916-1931), 2016, Laiovento.

## Premios
- Premio Irmandade do Libro 2008: Obra Editorial 2007.[2]
- Pedrón de Ouro (2008).
- Premio AELG, en la categoría de ensayo (2008).
- Premio da Crítica de Galicia, en la categoría de ensayo (2008).
- Premio Nacional de Ensayo, concedido por el Ministerio de Cultura (2008).[3]
- Premio Galiza Mártir de la Fundación Alexandre Bóveda (2009).
- Medalla Castelao (2017)[4]